# 希望の明日
『希望の明日』（きぼうのあした）は、日本コロムビアから1996年10月19日に発売された古家学の1stオリジナル・アルバム。

## 概要
同時発売シングル「朝焼けの少年／君しかいない」収録。CD帯キャッチフレーズ「本物の「歌」がここにある REAL SONGS REAL LOVE」。

## 収録曲
1. 朝焼けの少年（4:30）
2. 僕が僕を探してる（4:36）
3. 遙かなる世界へ（4:37）
4. 手さぐりの都会の中で（4:24）
5. 最後の夜（5:31）
6. 君しかいない（ライヴ・ストリングス・ヴァージョン） （5:31）
7. P.M.5：30〜の逃亡者（4:58）
8. 風に吹かれながら（5:37）
9. さよならのために（6:47）
10. 希望の明日（5:33）
11. Reprise（0:38）

編曲：重実徹（音楽プロデューサー）
共作詞：関ユリヤ（詞プロデュース）

## 参加ミュージシャン
島村英二、高水健司、徳武弘文、吉川忠英、古村敏比古、重実徹、鈴木弘明、矢壁篤信、美久月千晴、古川望、村石雅行、平田英夫、倉田信雄、桑野聖Group、山本洋一　